# Wake Me Up Before You Go-Go
«Wake Me Up Before You Go Go» es una canción del dúo inglés Wham, interpretada por George Michael. Fue publicada como primer sencillo del segundo álbum de estudio de la banda Make It Big el 14 de mayo de 1984 en Reino Unido y en agosto del mismo año en Estados Unidos. Compuesta y producida por Michael. Alcanzó la posición número #1 en la lista del Billboard Hot 100 el 17 de noviembre de 1984, convirtiéndose en el primer sencillo del dúo en obtener dicha posición.
Esta canción también apareció en la banda sonora de la película Zoolander.

## Historia
La inspiración de Michael para la canción, provino de una nota dejada por su compañero Andrew Ridgeley en un hotel.  Según explicaron, se originó de "don't forget to wake me up up before you go go, George" ("no olvides despertarme despertarme antes de que te vayas vayas, George"), expresado con un tartamudeo del músico, motivado probablemente para enfatizar la misma idea. El "up" doble no se consideró en la letra, pero los dos "go go" les pareció original y relacionado con un doble significado con la idea de bailar, por lo que se quedó en la canción.
Lanzada en noviembre de 1984, fue anunciada en los comienzos de una suave y soleada imagen de Wham!, quien había gastado el año anterior con una imagen temperamental, con canciones sobre el desempleo, el matrimonio joven y las batallas entre los padres y sus niños. Con el lanzamiento de "Wake Me Up Before You Go Go", ellos volvieron a resurgir con amplias sonrisas, con mejores vestimentas y mejor predisposición a las entrevistas.
La canción casi de inmediato trepó al puesto N.º 1 del Hit Parade. A los pocos días el tema llegó a la cima de las listas en Estados Unidos. Casi al mismo tiempo que la canción recorría el mundo escalando a los primeros puestos de casi todos los rankings, Michael se volcó en la participación del proyecto de Bob Geldof, Band Aid, poniendo la voz para la canción "Do They Know It's Christmas?", algo así como la versión Inglesa de We are the world, y donó las ganancias de "Last Christmas/Everything She Wants" a la caridad.

## Repercusión
La canción entró en el UK singles chart como número cuatro «tras mucho revuelo por parte del dúo, alegando que irían directamente al número 1, que fue después un raro hecho» subiendo luego de 7 días, a la cima del  Hit Parade  , y permaneciendo allí durante tres semanas. El vídeo musical, fundamentalmente una actuación del dúo (introduciendo a Ridgeley como guitarrista de la banda) y la muestra de la banda hacia la audiencia adolescente, fue memorable por la vestimenta, que se convirtió en una duradera costumbre de la década. El vídeo fue filmado en la Carling Academy Brixton en Londres.
El sencillo también llegó a la cima del Billboard Hot 100 en los Estados Unidos, seguido del Sencillo de Michael, "Careless Whisper" y de otro éxito de Wham!, llamado "Freedom", ambos, éxitos número uno en Inglaterra. El álbum, Make It Big, fue un éxito rotundo. Wham! también tuvo 3 Singles más número uno en Inglaterra.

## Lista de canciones

### 7": Epic / A 4440 (UK)
1. "Wake Me Up Before You Go-Go" (3:51)
2. "Wake Me Up Before You Go-Go [Instrumental]" (4:03)

El sencillo de 7" single (Columbia 04552) en Estados Unidos Se puede escuchar la misma pista.

### 12": Epic / TA 4440 (UK)
1. "Wake Me Up Before You Go-Go" (3:51)
2. "A Ray of Sunshine [Specially recorded for 'The Tube']" (4:03)
3. "Wake Me Up Before You Go-Go [Instrumental]" (4:58)

## Lista de posiciones
| Lista (1984)   | Mejor posición |
| -------------- | -------------- |
| Australia      | 1              |
| Austria        | 1              |
| Francia        | 2              |
| Alemania       | 3              |
| Holanda        | 1              |
| Noruega        | 2              |
| Suecia         | 1              |
| Suiza          | 2              |
| Reino Unido    | 1              |
| Estados Unidos | 1              |

## Versiones
- En 2004, el actor japonés Yuji Oda hizo una versión de la canción ("Wake Me Up Go! Go!").
- La canción fue también interpretada por Chris Griffin en un episodio de la cuarta temporada de Family Guy, llamado Jungle Love.
- El capítulo 5 de la primera temporada de Euskolegas abre con los tres protagonistas (Patxi, Álex y Pruden), que aparecen haciendo playback a la vez que bailan al son de la canción.
- En la serie Friends,  en la cuarta temporada, en el capítulo The One With All The Haste hacen alusión de la canción (Wake Me Up Before You Go! Go!)
- Una versión de la canción fue grabada por el la banda indie italiana Annie Hall.
- También apareció en el episodio 17 de la temporada 4 de "Glee".
- En 2012 el grupo OV7 lanzó una versión en español llamada "Llévame a Bailar" en su disco FOREVER7.
- En la película Walking on Sunshine se baila la canción.
- 2016 pertenece a la banda sonora de la película Sausage Party
- En español existe una frase con la que se parodia la canción que dice "A Luis Miguel le falla un coco"